# Khunza Humayun Begum
Khunza Humayun Begum, död efter 1571, var regent i det indiska Ahmednagarsultanatet. Hon var regent mellan 1565 och 1571 som förmyndare för sin son, sultan Murtaza Nizam Shah I. Hon var impopulär på grund av sin nepotism och avsattes efter flera militära nederlag och fängslades.